# モーリス・ウィリアムズ
モーリス・ウィリアムズ（Maurice Williams、1982年12月19日 - ）は、アメリカ合衆国ミシシッピ州ジャクソン出身の元バスケットボール選手。バスケットボール指導者。NBAのクリーブランド・キャバリアーズなどで活躍し、2016年にはキャバリアーズでNBAチャンピオンを経験した。ポジションはポイントガード。"Mo"の愛称で親しまれており、選手名もMo Williamsで登録してある。

## 経歴

### 学生時代
地元のムラー高校でプレイしたウィリアムズは、マクドナルドが選出するオールアメリカンチームや、ゲータレードが選出するミシシッピ年間最優秀選手賞に選ばれる優秀な選手だった。
大学はアラバマ大学でプレイ。1年目から先発起用され、10.4得点4.5アシストの成績でThe Sporting Newsとサウスイースタン・カンファレンス(SEC)の新人王に選ばれた。2年目には16.4得点3.9リバウンドの成績で、フリースロー成功率83.8%はSECトップの成績だった。大学では2年間だけプレイし、2003年のNBAドラフトにアーリーエントリーした。

### ジャズ～バックス
ウィリアムズはユタ・ジャズから2巡目全体47位指名を受けてNBA入りを果たした。2巡目指名プレイヤーだったウィリアムズは20得点することもあったが出場時間は安定せず、平均5.0得点の成績を残して僅か1シーズンでジャズを去った。
2004-05シーズンからはミルウォーキー・バックスの一員となる。この前のシーズンにバックスは先発PGのT・J・フォードを故障で失っていたため、ウィリアムズは開幕から先発に抜擢され、10.2得点6.1アシストと成績を大きく伸ばした。翌05－06シーズンはフォードが復帰したため控えに回り、さらに故障と体調不良に苦しんで24試合を欠場した。しかし決勝点やブザービーターを決めるなど勝負強さを発揮し、12.1得点の成績でチームのプレイオフ進出に貢献した。シーズン終了後、フォードがトロント・ラプターズにトレードされたことで再び先発に返り咲いたウィリアムズは、12月には週間MVP獲得、初のトリプルダブルを達成、17.3得点6.1アシストと成績も大きく伸ばし、エースのマイケル・レッドを怪我で欠いたチームを支えたが、プレイオフ進出はならなかった。
2008年シーズンオフ、三角トレードの一環でクリーブランド・キャバリアーズに移籍した。

### キャバリアーズ
ウィリアムズのキャバリアーズ移籍は的確な補強と評価されたが、中堅選手の一人に過ぎないウィリアムズの加入がキャバリアーズを劇的に変化させるとは思われなかった。しかし2008-09シーズンが始まるとキャバリアーズの快進撃が始まり、終わってみればフランチャイズ史上最高の66勝をあげていた。MVPを獲得したレブロン・ジェームズと共に、彼と抜群の相性を見せ、3Pシュート成功率43.6%と高い数字を記録したウィリアムズの活躍も高く評価された。1月27日のキングス戦でキャリアハイとなる43得点をあげ、オールスターには怪我をしたクリス・ボッシュの交代要員として初出場を果たしている。チームも自身も最高のシーズンを送っていたが、優勝候補として臨んだプレーオフではカンファレンス決勝でオーランド・マジックの前に敗れた。

### ロサンゼルス・クリッパーズ
2011年2月24日にバロン・デイビスとのトレードでジャマリオ・ムーンと共にロサンゼルス・クリッパーズへ移籍した。

### ジャズ復帰
2012年6月29日に4チームが絡む大型トレードで古巣のユタ・ジャズへ移籍した。

### ポートランド・トレイルブレイザーズ
2013年8月8日にポートランド・トレイルブレイザーズとの契約に合意した。

### ミネソタ・ティンバーウルブズ
2014年7月30日にミネソタ・ティンバーウルブズとの1年375万ドルの契約に合意した。2015年1月13日のインディアナ・ペイサーズ戦でキャリアハイとなる52得点を記録し、チームは110-102で勝利した。

### シャーロット・ホーネッツ
2015年2月10日にゲイリー・ニール、2019年のドラフト2巡目指名権とのトレードでトロイ・ダニエルズと共にシャーロット・ホーネッツへ移籍した。

### キャバリアーズ復帰
2015年7月6日に古巣のクリーブランド・キャバリアーズとの2年総額430万ドルの契約に合意し、4年半振りのキャブス復帰となり自身のツイッターでも喜びを表した。そして2016年に念願のNBAチャンピオンを経験した。シーズン終了後に一度キャバリアーズとの再契約に合意したものの、トレーニングキャンプ開始前の9月26日に「心変り」し、引退を表明した。

## 個人成績

### NBA

#### レギュラーシーズン
| シーズン     | チーム       | GP  | GS  | MPG  | FG%  | 3P%  | FT%  | RPG | APG | SPG | BPG | PPG  |
| ------------ | ------------ | --- | --- | ---- | ---- | ---- | ---- | --- | --- | --- | --- | ---- |
| 2003–04      | UTA          | 57  | 0   | 13.5 | .380 | .256 | .786 | 1.3 | 1.3 | .5  | .0  | 5.0  |
| 2004–05      | MIL          | 80  | 80  | 28.2 | .438 | .323 | .850 | 3.1 | 6.1 | .9  | .1  | 10.2 |
| 2005–06      | MIL          | 58  | 12  | 26.4 | .424 | .382 | .850 | 2.5 | 4.0 | .9  | .1  | 12.1 |
| 2006–07      | MIL          | 68  | 68  | 36.4 | .446 | .346 | .855 | 4.8 | 6.1 | 1.3 | .1  | 17.3 |
| 2007–08      | MIL          | 66  | 66  | 36.5 | .480 | .385 | .856 | 3.5 | 6.3 | 1.2 | .2  | 17.2 |
| 2008–09      | CLE          | 81  | 81  | 35.0 | .467 | .436 | .912 | 3.4 | 4.1 | .9  | .1  | 17.8 |
| 2009–10      | CLE          | 69  | 68  | 34.2 | .442 | .429 | .894 | 3.0 | 5.3 | 1.0 | .3  | 15.8 |
| 2010–11      | CLE          | 36  | 34  | 29.6 | .385 | .265 | .833 | 2.7 | 7.1 | .9  | .3  | 13.3 |
| 2010–11      | LAC          | 22  | 22  | 32.9 | .422 | .398 | .880 | 2.5 | 5.6 | .9  | .0  | 15.2 |
| 2011–12      | LAC          | 52  | 1   | 28.3 | .426 | .389 | .900 | 1.9 | 3.1 | 1.0 | .1  | 13.2 |
| 2012–13      | UTA          | 46  | 46  | 30.8 | .430 | .383 | .882 | 2.4 | 6.2 | 1.0 | .2  | 12.9 |
| 2013–14      | POR          | 74  | 0   | 24.8 | .417 | .369 | .876 | 2.1 | 4.3 | .7  | .1  | 9.7  |
| 2014–15      | MIN          | 41  | 19  | 28.0 | .403 | .347 | .851 | 2.4 | 6.4 | .7  | .2  | 12.2 |
| 2014–15      | CHA          | 27  | 14  | 30.8 | .390 | .337 | .892 | 2.8 | 6.0 | .6  | .2  | 17.2 |
| 2015–16†     | CLE          | 41  | 14  | 18.2 | .437 | .353 | .905 | 1.8 | 2.4 | .3  | .1  | 8.2  |
| 通算         | 通算         | 818 | 525 | 29.2 | .434 | .378 | .871 | 2.8 | 4.9 | .9  | .1  | 13.2 |
| オールスター | オールスター | 1   | 0   | 17.0 | .500 | .400 | .000 | 2.0 | 5.0 | .0  | .0  | 12.0 |

#### プレーオフ
| シーズン | チーム | GP | GS | MPG  | FG%  | 3P%  | FT%  | RPG | APG | SPG | BPG | PPG  |
| -------- | ------ | -- | -- | ---- | ---- | ---- | ---- | --- | --- | --- | --- | ---- |
| 2006     | MIL    | 5  | 0  | 15.0 | .500 | .182 | .000 | .6  | 2.0 | .2  | .0  | 7.2  |
| 2009     | CLE    | 14 | 14 | 38.6 | .408 | .372 | .767 | 3.2 | 4.1 | .7  | .1  | 16.3 |
| 2010     | CLE    | 11 | 11 | 37.4 | .409 | .327 | .804 | 3.1 | 5.4 | .5  | .2  | 14.4 |
| 2012     | LAC    | 11 | 0  | 20.8 | .436 | .364 | .923 | .8  | 1.4 | .5  | .5  | 9.6  |
| 2014     | POR    | 8  | 0  | 23.4 | .373 | .238 | .909 | 1.5 | 1.9 | .4  | .0  | 7.4  |
| 2016†    | CLE    | 13 | 0  | 5.2  | .286 | .231 | .500 | .5  | .2  | .3  | .0  | 1.5  |
| 通算     | 通算   | 62 | 25 | 24.4 | .409 | .330 | .809 | 1.5 | 2.6 | .5  | .1  | 9.8  |

## 人物
- "Mo"の他に"P-nut"という愛称もある。
- 慈善事業に熱心で、2005年には青少年育成を支援するモー・ウィリアムズ財団を創設した。